# Кропуфинская
Кропуфинская — деревня в Вожегодском районе Вологодской области.
Входит в состав Бекетовского сельского поселения (с 1 января 2006 года по 9 апреля 2009 года входила в Пунемское сельское поселение), с точки зрения административно-территориального деления — в Пунемский сельсовет.
Расстояние до районного центра Вожеги по автодороге — 79 км, до центра муниципального образования Бекетовской по прямой — 20 км. Ближайшие населённые пункты — Никульская, Покровская, Андреевская, Воскресенское, Курицино, Филатовская.
По переписи 2002 года население — 38 человек (19 мужчин, 19 женщин). Всё население — русские.